# Epipristis rufilunata
Epipristis rufilunata är en fjärilsart som beskrevs av W. Warren 1903. Epipristis rufilunata ingår i släktet Epipristis och familjen mätare. Inga underarter finns listade i Catalogue of Life.